# Пинейру, Эрин
Эри́н Жо́рже Го́меш Пинье́йру (порт.-браз. Erin Jorge Gomes Pinheiro; 15 июля 1997, Сент-Винсент и Гренадины) — кабо-вердианский футболист, полузащитник клуба «Сент-Этьен B».

## Биография
В начале 2015 года Эрин Пинейру приехал из португальской «Бенфики» на просмотр в академию «Сент-Этьена». Главный тренер «зелёных» Кристоф Гальтье оценил талант футболиста и почти сразу стал привлекать к тренировкам с основным составом. 13 августа того же года полузащитник подписал первый профессиональный контракт до 30 июня 2017 года.
Эрин Пинейру дебютировал за основную команду 25 октября 2015 года в матче 11-го тура чемпионата Франции 2015/16 с «ПСЖ», на 74-й минуте игры заменив Фабьена Лемуана. 10 декабря на 57-й минуте кабовердиец появился на поле в заключительном матче группового этапа Лиги Европы против итальянского «Лацио» вместо Исмаэля Дьоманде. Через шесть дней Гальтье отвёл хавбеку 12 минут в матче 1/8 финала Кубка лиги против «ПСЖ»: Пинейру заменил Рено Коада. Второе появление полузащитника в Лиге 1 состоялось 20 декабря в игре 19-го тура с «Анже»: Пинейру вышел на четыре минуты вместо Лемуана. Это был первый матч с участием кабовердийца, выигранный «Сент-Этьеном».

## Статистика
| Сезон           | Клуб            | Дивизион        | Лига  | Лига | Кубок | Кубок | Евро  | Евро | Всего | Всего |
| Сезон           | Клуб            | Дивизион        | Матчи | Голы | Матчи | Голы  | Матчи | Голы | Матчи | Голы  |
| --------------- | --------------- | --------------- | ----- | ---- | ----- | ----- | ----- | ---- | ----- | ----- |
| 2015/16         | Сент-Этьен      | Лига 1          | 2     | 0    | 1     | 0     | 1     | 0    | 4     | 0     |
| Всего в карьере | Всего в карьере | Всего в карьере | 2     | 0    | 1     | 0     | 1     | 0    | 4     | 0     |